# Седов, Алексей Михайлович
Алексей Михайлович Седо́в (27 мая 1904, Новинки, Владимирская губерния — январь 1981, Львов) — советский деятель органов государственной безопасности, полковник государственной безопасности. Депутат Верховного Совета УССР 1-го созыва (с января 1941 года).

## Биография
Родился 27 мая 1904 года в деревне Новинки (ныне — в Ковровском районе Владимирской области) в семье рабочего. В сентябре 1916 — ноябрь 1917 г. — пильщик дров у лесопромышленника Шибаева в селе Новинки. В ноябре 1917 — июне 1918 г. — пильщик дров Великовского волостного исполнительного комитета в деревне Новинки Владимирской губернии. В июне 1918 — январе 1921 г. — ремонтный рабочий железнодорожной станции Ковров Владимирской губернии. В январе 1921 — январе 1924 г. — пильщик дров Великовского лесничества в деревне Алексеевка Владимирской губернии. В январе 1924 — сентябре 1926 г. — пильщик дров, приемщик лесоматериалов Сарыевского лесничества Владимирской губернии.
В сентябре 1926 — октябре 1928 г. — в Красной Армии: командир орудия 14-го артиллерийского полка.
Член ВКП(б) с марта 1928 года.
В октябре 1928 — марте 1932 г. — слесарь Ковровского инструментального завода № 2. В 1932 году окончил энергетический рабочий факультет в городе Коврове.
В марте 1932 — марте 1933 г. — курсант Центральной школы ОГПУ СССР. В марте 1933 — октябре 1936 г. — заместитель начальника политического отдела ОГПУ-НКВД совхоза «Большевистский наступ» села Великоалександровка Одесской области.
В октябре 1936 — ноябре 1937 г. — оперативный уполномоченный Николаевского городского отдела НКВД Одесской области. В ноябре 1937 — сентябре 1938 г. — начальник Еланецкого районного отдела НКВД Николаевской области. В сентябре — октябре 1938 г. — начальник Очаковского районного отдела НКВД Николаевской области. В октябре 1938 — марте 1939 г. — заместитель начальника 9-го отдела УГБ НКВД Николаевской области.
В марте — ноябре 1939 г. — заместитель начальника УНКВД Днепропетровской области.
В ноябре 1939 — феврале 1940 г. — начальник оперативной группы НКВД УССР в городе Тернополе. В феврале — августе 1940 г. — заместитель начальника УНКВД Тернопольской области.
В августе 1940 — марте 1941 г. — начальник УНКВД Аккерманской-Измаильской области. В апреле — августе 1941 г. — начальник УНКГБ Измаильской области. В августе — ноябре 1941 г. — заместитель начальника УНКВД Сталинской области.
С 1941 года — участник Великой Отечественной войны. В ноябре 1941 — декабре 1942 г. — начальник Особого отдела НКВД 8-й инженерно-саперной армии. В декабре 1942 — июне 1943 г. — заместитель начальника Особого отдела НКВД Северной группы войск Закавказского и Северо-Кавказского фронтов.
В июне 1943 — августе 1944 г. — начальник УНКВД Днепропетровской области.
В августе 1944 — мае 1945 г. — заместитель начальника УНКВД Ровенской области.
В мае 1945 — январе 1951 г. — заместитель начальника УНКВД-УМВД Львовской области.
В 1951 году окончил 5 курсов Львовского государственного университета имени Ивана Франко.
В январе 1951 — августе 1952 г. — заместитель начальника Строительства № 506 и исправительно-трудового лагеря МВД. В августе 1952 — июне 1953 г. — начальник специального отдела Строительства № 511 МВД СССР.
С июня 1953 года — на пенсии в Львове. Умер в январе 1981 года в городе Львове.

## Звания
- младший лейтенант государственной безопасности (22.03.1936)
- старший лейтенант государственной безопасности (23.08.1939)
- капитан государственной безопасности (24.09.1940)
- подполковник государственной безопасности (11.02.1943)
- полковник государственной безопасности (2.01.1944)

## Награды
- два ордена Красной Звезды (27.04.1943,)
- орден Отечественной войны II ст. (29.10.1948)
- орден Знак Почета (23.01.1948)
- орден Красного Знамени
- медали